# Monolistra radjai
Monolistra (Pseudomonolistra) radjai là một loài chân đều trong họ Sphaeromatidae. Loài này được Prevorcnik & Sket miêu tả khoa học năm 2007.